# Branko Ivanković (Fußballtrainer)

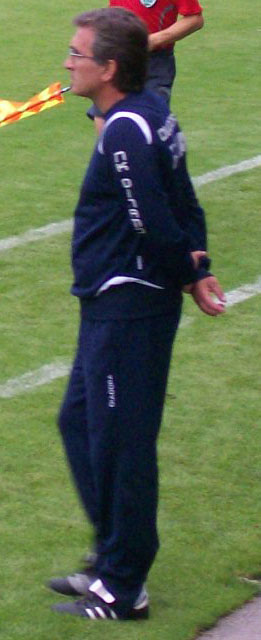
Branko Ivanković

Branko Ivanković [ˈbraːnkɔ ˈiʋaːnkoʋitɕ] (* 28. Februar 1954 in Čakovec) ist ein kroatischer Fußballtrainer. 
Zwischen 1991 und 1995 trainierte Ivanković den NK Varteks. Im folgenden Jahr wechselte er zum NK Segesta in Sisak. Das Jahr darauf wechselte Ivanković schon wieder den Verein, womit er im Jahre 1996/97 beim NK Rijeka als Trainer fungierte.
Ivanković sammelte seine ersten internationalen Erfahrungen als Assistenztrainer von Ćiro Blažević, der die kroatische Nationalmannschaft bei der Weltmeisterschaft 1998 führte, bei der sie Dritter wurden.  
Seine Karriere als Trainer eines Vereines führte Branko Ivanković im Jahre 1999/2000 fort. Er trainierte den damaligen Zweitligisten Hannover 96 und wurde von seinem Co-Trainer Ivica Frkić, der Ivankovićs Ansprachen übersetzte, unterstützt. Nach seiner erfolglosen Zeit bei Hannover 96 kehrte er zurück zur kroatischen Nationalmannschaft als Mirko Jozićs Assistent während der Qualifikationen für die Fußball-Weltmeisterschaft 2002.
Am 29. Januar 2002 wurde Ivanković Trainer der iranischen Nationalmannschaft. Er trat somit in die Fußstapfen von Blažević, der sie seit 2001 leitete. Zuvor fungierte er als Co-Trainer bei der iranischen Nationalmannschaft. Sein Engagement führte die Mannschaft zur Qualifikation für die Fußball-Weltmeisterschaft 2006. Viele seiner Kritiker bezeichnen ihn als taktisch schwachen Menschen. Das Freundschaftsspiel gegen Kroatien, dem Heimatland von Ivanković, endete mit 2:2, obwohl Iran bis zur 91. Minute mit 2:1 führte. 
Mit Branko Ivanković gelang dem Iran, sich am 8. Juni 2005 als Gruppenzweiter der asiatischen Qualifikation für die Weltmeisterschaft 2006 in Deutschland vorzeitig zu qualifizieren. 
Am 22. Juni 2006 trat Branko Ivanković nach dem Vorrundenaus der iranischen Nationalmannschaft als deren Nationaltrainer zurück und kam damit einer wahrscheinlichen Entlassung zuvor.
Invanković war ebenso Trainer in der Chinese Super League. In seiner ersten Saison wurde er mit Shandong Luneng Taishan 2010 chinesischer Meister.
Seit dem Jahre 2020 ist Branko Invanković Cheftrainer der Fußballnationalmannschaft des Sultanates Oman. 
Im Februar 2024 übernahm er die Chinesische Fußballnationalmannschaft, verpasste mit dieser die Qualifikation zur Fußball-Weltmeisterschaft 2026, womit sein Vertrag im Juni 2025 vereinbarungsgemäß endete.

## Übersicht Trainerstationen
- Varteks Varaždin
- Bedworth United
- NK Rijeka
- Kroatische Fußballnationalmannschaft  (Co-Trainer)
- Hannover 96
- Kroatische Fußballnationalmannschaft
- Iranische Fußballnationalmannschaft  (Co-Trainer)
- Iranische Fußballnationalmannschaft
- NK Dinamo Zagreb
- Shandong Luneng Taishan
- Omanische Fußballnationalmannschaft
- Chinesische Fußballnationalmannschaft